# Christmas Wrapping
Christmas Wrapping é um single da banda new wave norte-americana The Waitresses, lançado para o Natal de 1981. A canção, com tema natalino, foi composta e produzida por Chris Butler, guitarrista da banda e está presente apenas no álbum A Christmas Record, uma coletânea lançada pela gravadora ZE Records com várias canções natalinas interpretadas por artistas diferentes".

## Composição e Desenvolvimento
A canção narra o ponto de vista de uma mulher muito ocupada para conseguir participar dos preparativos do Natal, sendo que a única atividade que poderia fazer seria a ceia natalina. A canção ainda revela que ela conhece um rapaz pelo qual se apaixonada em uma loja de esqui no ano anterior, mas não reencontra-o mais, sendo que uma sucessão de infortúnios conspira para mantê-los separados. Finalmente, na véspera de Natal, a moça, em sua pressa para preparar o jantar, percebe que ela esqueceu de comprar um dos ingredientes e corre para a o supermercado compra-lo, local onde acaba reencontrando o rapaz que havia conhecido no ano anterior.
A canção foi composta em agosto de 1981 e gravada no final daquele ano na ZE Records em dois dias de gravação. Chris Butler, fundador e compositor do The Waitresses, comentou em uma entrevista que o single retratava o Natal de forma exausta e desanimada:
| “ | Um álbum de Natal? Em um formato moderno? Com um bando de viciados nele? Eurotrash? Vamos lá. Nada demais... se eles não fossem todos drogados e Eurotrashs. Mas no fim ele foi extremamente único. | ” |

Em 2004 Michel Esteban, um dos fundadores da ZE Records, se pronunciou sobre a canção gravada em 1981:
| “ | Álbuns de Natal são uma tradição tão antiga quanto Rock & Roll, mas eu sempre pensei que os princípios de Natal: a família, a árvore, os presentes, a paz no mundo, etc, eram ligeiramente contraditório com a visão do Rock & Roll. Eu acho difícil imaginar John Cale e Lou Reed sentado em volta de uma árvore de Natal trocando presentes com Nico e saboreando um peru em um jantar, o mesmo vale para os membros dos Stooges ou MC5. Só o pintor Guy Peellaert poderia ter imaginado tal cena. Mas todos os meus heróis adolescentes tomaram parte na tradição canção de Natal: Phil Spector, Brian Wilson, Elvis, Berry Gordy. Todos eles fizeram um álbum de canções de Natal, alguns melhores que outros! Em 1981 e 1982 a ZE Records publicou o seu próprio álbum de Natal, sob a supervisão de Michael Zilkham, algo diferente. Todos os artistas norte-americanos na ZE responderam ao pedido de gravar o álbum, compondo cada um, uma canção diferente. | ” |

## Influência na Cultura Popular
A canção tornou-se rapidamente um dos temas natalinos mais populares no Reino Unido, apesar de só alcançando o número quarenta e cinco nas paradas em 1982 do UK Singles Chart, sendo incluído em uma série de compilações britânicas na época de Natal nos anos seguintes, até a atualidade, sendo tocada pelas rádios nesta época. Nos Estados Unidos a canção não foi lançada em formado de CD single, sendo lançado apenas em airplay pela estação de rádio KROQ. A música também se tornou um clássico sobre a indústria canadense de rock moderno, sendo regularmente executada durante a época de Natal.

## Posições
| Parada (1982)      | Posição |
| ------------------ | ------- |
| — UK Singles Chart | 45      |

## Covers
A canção foi regravada pelo grupo pop britânico Spice Girls em 1998, como b-side do single "Goodbye", sendo cantada em vários shows da turnê do grupo. Alguns versos da composição original foram alterados, como da parte cantada "world's smallest turkey" ("menor peru do mundo"), onde foi acrescentada que o peru foi fornecida pela Tesco. O grupo Save Ferris também gravou uma versão com letras diferentes, tendo a perspectiva de um ponto de vista judaico. Kate Nash fez um cover da canção, porém sem inclui-lo em nenhum álbum lançado pela cantora. O grupo pop The Donnas gravou uma versão da canção para a trilha sonora do filme Shrek the Halls. O elenco do musical Wicked, formado po Jennifer Laura Thompson, Michelle Federer, e Carole Shelley gravou uma versão da canção para o álbum Broadway's Greatest Gifts: Carols for a Cure Vol. 6. Em 2015, a cantora australiana Kylie Minogue regravou a canção juntamente com Iggy Pop, para o seu primeiro álbum natalino Kylie Christmas.

## Versão por Miranda Cosgrove
"Christmas Wrapping" é um single promocional da cantora pop norte-americana Miranda Cosgrove lançado em 5 de dezembro de 2008. para promover o filme Merry Christmas, Drake & Josh, um filme natalino feito para a TV baseado na série Drake & Josh, na qual Miranda Cosgrove co-protagonizou como a personagem Megan Parker, uma cômica antagonista. A canção não está presente em nenhum álbum da cantora, sendo que também não foi lançado uma trilha sonora para o filme Merry Christmas, Drake & Josh, apresentando-se apenas como b-side do single About You Now. A canção foi colocada para download no site de Miranda Cosgrove em 2009.

### Versões
- "Christmas Wrapping" — 4:41
- "Christmas Wrapping" (Radio Edit) — 3:47
- "Christmas Wrapping" (Remix) — 4:34